# Angelos Charisteas
Angelos Charisteas (în greacă Άγγελος Χαριστέας; API: /ˈaɲɟeˌlos xariˈsteˌas/) (n. 9 februarie 1980, Serres, Macedonia și Tracia⁠(d), Grecia) este un fost fotbalist grec. Este convocat în mod regulat la echipa națională de fotbal a Greciei și a jucat la Campionatul European de Fotbal 2004, aducându-și contribuția la câștigarea acestuia de către naționala sa, mai ales prin marcarea golului victoriei din finala cu Portugalia.